# Joshua Wilbur

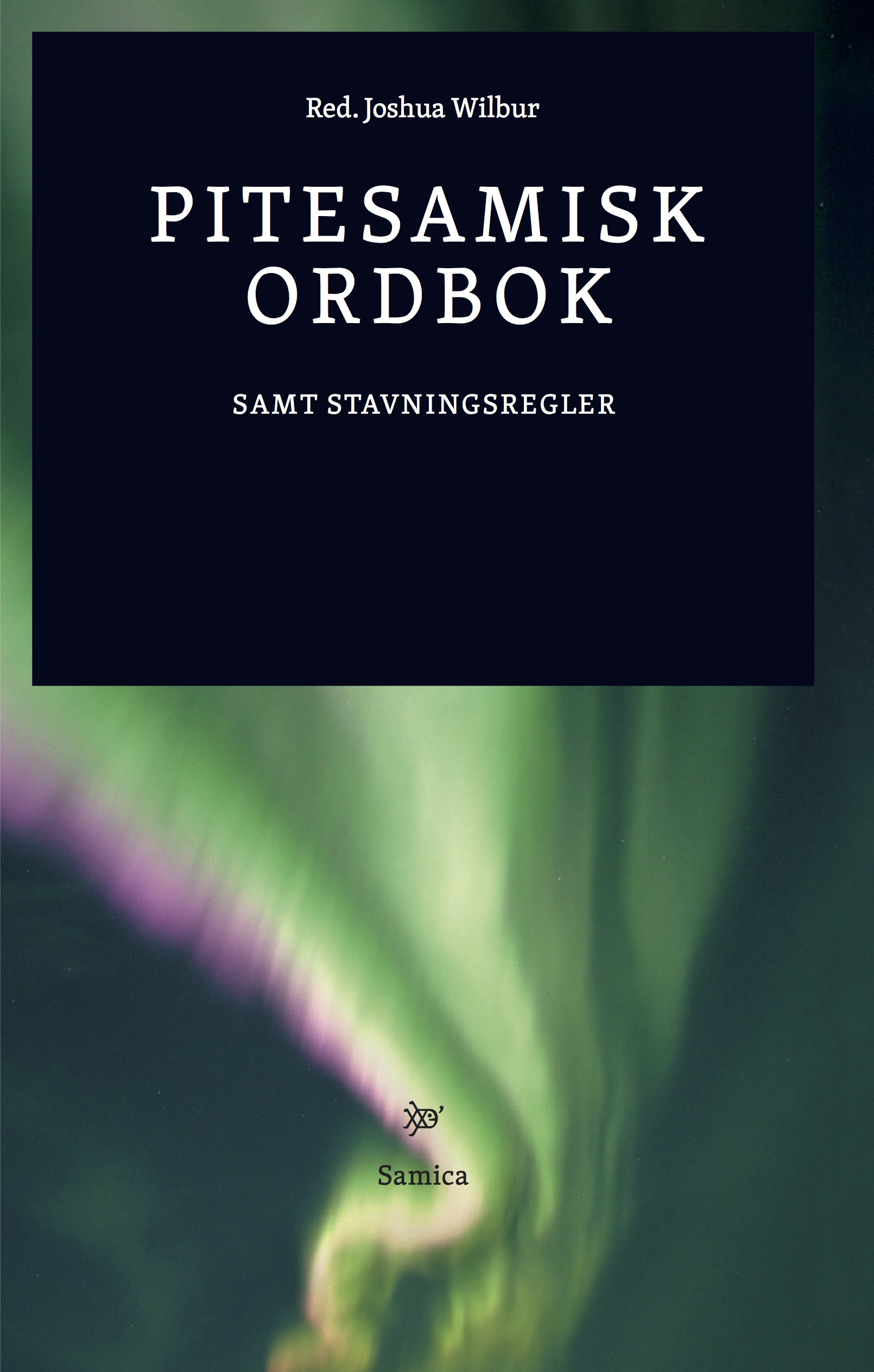
Pitesamisk-svensk ordbok (Joshua Wilbur, red.) 2016

Joshua Karl Wilbur, född 1974, är en amerikansk lingvist som har specialiserat sig på pitesamiska. Sedan 2019 har han arbetat vid Tartu universitet, först som gästlektor i digital humaniora och sedan 2023 är han fastanställd lektor i digital lingvistik (Lecturer in Digital Linguistics).

## Utbildning och forskning
Wilbur har mastergrad i lingvistik från Leipzigs universitet (2008) och doktorsgrad i samma ämne från Kiels universitet (2013). Han är redaktör för skriftserien Samica (tillsammans med Thomas Mohnike och Michael Rießler). År 2014 publicerade han den första omfattande engelskspråkiga grammatiken för pitesamiska och arbetar bland annat med språkplaneringen för detta hotade språk i Sverige och Norge. Den pitesamiska ordboken som han gav ut som redaktör innehåller det första utkastet till en normerad ortografi, som år 2019 blev officiellt godkänt.